# Quinçay
Quinçay är en kommun i departementet Vienne i regionen Nouvelle-Aquitaine i västra Frankrike. Kommunen ligger i kantonen Vouillé som tillhör arrondissementet Poitiers. År 2022 hade Quinçay 2 113 invånare.

## Befolkningsutveckling
Antalet invånare i kommunen Quinçay
| Referens: INSEE |